# Tiernahrung Deuerer
Tiernahrung Deuerer ist ein deutsches Familienunternehmen mit Sitz in Bretten (Baden-Württemberg). Es entstand aus einer Gaststätte mit kleiner Metzgerei und gehört heute zu den Marktführern im Bereich der Tiernahrungsindustrie.

## Geschichte
Im Jahr 1959 übernahm Helmut Deuerer die Gaststätte Zum deutschen Kaiser. Zwei Jahre später eröffnete er mit seiner Frau die gleichnamige Metzgerei. Im Laufe der Zeit kamen weitere Geschäfte hinzu.
1979 begann mit der ersten Fabrik der deutschlandweite Vertrieb der Fleischwaren. Erst 1988 erfolgte die Erweiterung des Sortiments durch Hunde- und Katzennahrung.
Im Laufe der Zeit erweiterte das Unternehmen sein Angebot kräftig und sorgte für Innovationen auf dem Markt.
Seinem Heimatstandort Bretten ist die Firma bis heute treu geblieben. Jedoch wurde auch in andere Standorte in unmittelbarer Umgebung investiert. Zudem übernahm man im Jahr 2013 große Teile von Vitakraft.

### Besondere Ereignisse
Im Juni 2012 kam es zum Großbrand mehrerer Deuerer Lagerhallen im Industriegebiet von Gondelsheim. Es entstand ein Sachschaden in Höhe von circa 2,5 Millionen Euro.
Im Mai 2014 fand eine Razzia in den Firmengebäuden in Bretten bzw. Gondelsheim  statt. Die Polizei rückte mit circa 80 Kräften an, um den Verdacht auf Arbeitszeitverstöße zu prüfen. Schon öfter war das Unternehmen in Kritik geraten, da es einen Großteil seiner Arbeitskräfte von Leiharbeitsfirmen, oft aus dem Ausland, bezogen hatte.                                                     In Folge der Razzia kündigte Tiernahrung Deuerer nur etwa zwei Monate später die umstrittenen Verträge von ungarischen Leiharbeitern.                                                  Die Ermittlungen gegen Unternehmen und Inhaber wurden nach zwei Jahren aufgrund mangelnden Tatverdachts eingestellt.